# Gaddhoo
Gaddhoo is een van de bewoonde eilanden van het Gaafu Dhaalu-atol behorende tot de Maldiven.

## Demografie
Gaddhoo telt (stand juni 2007) 1536 vrouwen en 1203 mannen.